# The Whole Thing's Started
The Whole Thing's Started es el segundo álbum de estudio de la banda australiana Air Supply, publicado en julio de 1977.

## Lista de canciones
Todas las canciones escritas y compuestas por Graham Russell. 
| N.º | Título                               | Duración |  |
| 1.  | «Teach Me to Run»                    | 4:02     |  |
| 2.  | «Do It Again»                        | 3:35     |  |
| 3.  | «Do What You Do»                     | 3:47     |  |
| 4.  | «There's Nothing I Can Do»           | 3:38     |  |
| 5.  | «Ready for You»                      | 4:28     |  |
| 6.  | «That's How the Whole Thing Started» | 4:03     |  |
| 7.  | «Love Comes to Me»                   | 5:51     |  |
| 8.  | «The Answer Lies»                    | 3:44     |  |
| 9.  | «It's Automatic»                     | 2:57     |  |
| 10. | «The End of the Line»                | 3:33     |  |

## Créditos
- Russell Hitchcock – voz
- Rex Goh – guitarra
- Graham Russell – guitarra, voz
- Adrian Scott – teclados
- Jeremy Paul – bajo
- Nigel Macara  – batería